# Wir wären andere Menschen
Wir wären andere Menschen ist ein deutscher Fernsehfilm von Jan Bonny aus dem Jahr 2019. Das Filmdrama basiert auf der Erzählung Rupert von Friedrich Ani. Der Autor arbeitete auch zusammen mit Ina Jung am Drehbuch.

## Handlung
Die beiden Polizisten Horn und Bäumler werden kurz vor Schichtende zum Haus der Familie Seidlein gerufen. Dort soll sich Pjotr, der Sohn eines gesuchten Verbrechers, befinden. Kurz vor Feierabend und mit etwas Bier intus müssen sie feststellen, dass die Situation sich zuspitzt. Die Familie verweigert die Zusammenarbeit. Als dann auch noch Pjotr mit einem stumpfen Schnitzermesser auf einen der beiden Polizisten losgeht, eskaliert die Situation. Nur Rupert, der Sohn der Familie Seidlein, überlebt die folgende Schießerei. Bereits bei der anschließenden Ermittlung wird der Junge bearbeitet und ihm ein völlig falscher Tatverlauf suggeriert. Im folgenden Prozess wird der 15-jährige Rupert vorgeführt. Die Polizisten werden freigesprochen und setzen ihre Karriere fort.
Jahrzehnte später kehrt Rupert zurück. Er zieht mit seiner Frau Anja ins Elternhaus ein und arbeitet als Fahrlehrer in der Gemeinde. Nach außen hin gibt er sich kühl und tut so, als habe er alles vergeben und vergessen, doch neigt er, genau wie seine Frau, zu erhöhtem Alkoholkonsum. Auch seine Gefühlsschwankungen treten häufig zu Tage.
Im Tennisclub kommt es zu einem feuchtfröhlichen Abend mit dem pensionierten Polizeihauptmeister Horn. Am nächsten Tag trifft er diesen scheinbar rein zufällig am Rhein wieder und überredet ihn, wohlwissend, dass Horn nicht schwimmen kann, zu einem Bad im Rhein. In einem unbeobachteten Moment ertränkt er Horn im Fluss und alarmiert dann selbst die Polizei. Zunächst sieht es so aus, als ob Rupert damit durchkommt. Der Tod wird als Unfall gewertet. Niemand gibt ihm die Schuld. Auch Horns Freundin freundet sich mit Anja und Rupert an. Doch Kommissar Wackwitz ist ihm auf den Fersen. Seiner Frau erzählt Rupert ebenfalls nichts von seiner Schuld an dem Tod von Horn.
Eines Abends geht er zu Bäumler, überwältigt diesen an der Haustür. Anschließend sucht er dessen Waffe, als Frau Bäumler diesem zu Hilfe eilen will. Als er die Waffe gefunden hat, erschießt er zunächst Frau Bäumler und dann den ehemaligen Polizisten selbst. Er versucht, es wie eine Notwehrhandlung von Frau Bäumler aussehen zu lassen, die anschließend Selbstmord begeht. Als falsches Alibi schiebt er einen Besuch bei Pjotrs Mutter vor.
In der Nacht nach einem Grillabend platzt es schließlich aus ihm heraus. Er gesteht seiner Frau die Morde und sagt, er habe das getan, um endlich Ruhe zu finden, doch es gebe keine Ruhe. Wäre das alles nicht passiert, wäre er sicherlich ein anderer Mensch. Am nächsten Morgen lässt er sich von Kommissar Wackwitz abführen.

## Hintergrund
Wir wären andere Menschen wurde vom 10. Juli bis zum 9. August 2018 unter dem Arbeitstitel Endlich leben in Köln und im Bergischen Land gedreht. Der Film entstand im Auftrag des ZDF durch Akzente Filmproduktion mit Produzentin Susanne Freyer-Mathes und unter der Redaktion von Gabriele Heuser (ZDF). Seine Weltpremiere hatte der Film am 29. Juni 2019 in der Reihe „Neues Deutsches Fernsehen“ auf dem Filmfest München 2019. Er wurde auch auf dem Festival des deutschen Films in Ludwigshafen am Rhein, auf dem Filmfest Oldenburg und auf dem Transit Filmfest gezeigt.
Seine Premiere im Free-TV hatte er am 6. August 2020 im ZDF. Er wurde vom Sender ab 16 Jahren freigegeben und ins Nachtprogramm verbannt. Auch in der ZDFmediathek ist er erst ab 22 Uhr oder gegen Altersnachweis abrufbar.

## Rezeption

### Kritiken
Der Film wurde überwiegend positiv rezipiert. Durch die Tötung von George Floyd im Sommer des Jahres der Erstausstrahlung sowie diverse rechtsextreme Vorfälle bei der Polizei gewann der Film zusätzlich an Aktualität. Heike Hupertz von der Frankfurter Allgemeinen Zeitung urteilte: „Keine leichte Kost und keine Unterhaltung zum bequemen Wegschauen, aber eine für die Möglichkeiten des zeitgenössischen Fernsehfilms maßgebliche Arbeit – und ein Komplexitätsgewinn für interessierte Zuschauer.“
In der Süddeutschen Zeitung lobt Claudia Tieschky insbesondere die Schauspielleistung von Matthias Brandt: „Vielleicht ist dieser genaue, radikale und verstörend schöne Film so, wie er ist, weil man mit Ruperts Blick schaut (…) Unordentlicher deutscher Alltag ist unterlegt mit gleichmütiger Klaviermusik; ein bisschen Sedativum, ein bisschen Verkleidung der Wirklichkeit als französisches Kino. Möglicherweise muss man sich so künstlich gleichmütig das Innenleben von Rupert vorstellen. In den besseren Phasen. In den schlechteren sieht Rupert aus wie Menschen auf Bildern von Francis Bacon. Es dürfte nicht viele geben, die diese Doppelperson so hemmungslos spielen können, wie es Matthias Brandt hier tut.“ Auf Spiegel Kultur schrieb Christian Buß, der Film sei „zugleich grausam und zärtlich.“

### Auszeichnungen
2021: Grimme-Preis – Auszeichnung für Friedrich Ani und Ina Jung (Buch), Jan Bonny (Regie) sowie Matthias Brandt (stellvertretend für das Ensemble)